# Хардкор (филм)
„Хардкор“ (Hardcore; Hardcore Henry в САЩ) е руско-американски научнофантастичен екшън филм от 2015 г. на режисьора Иля Найшулер.
Филмът е заснет почти изцяло с камера „GoPro Hero 3“ и действието е показано от гледната точка на главния герой. Премиерата е на 12 септември 2015 г. на кинофестивала в Торонто, а по кината в Русия и САЩ филмът излиза съответно на 7 и 8 април 2016 г.

## Актьорски състав
- Шарлто Копли – Джими
- Данила Козловски – Акан
- Хейли Бенет – Естел
- Андрей Дементиев – Дмитри
- Тим Рот – бащата на Хенри
- Светлана Устинова – Олга
- Даря Чаруша – Катя